# Vladimir Lobanov
Vladimir Lobanov (Russisch: Владимир Лобанов) (Moskou, 26 december 1953 - aldaar, 27 augustus 2007) was een Russisch schaatser.
Vladimir Lobanov was zes seizoenen actief in de internationale schaatssport bij de senioren. In 1974 werd hij vijfde bij het wereldkampioenschap junioren in Cortina d'Ampezzo. Bij de senioren bleven zijn prestaties enigszins bescheiden. Zijn belangrijkste resultaat was een bronzen medaille op de 1000 meter bij de Winterspelen van 1980 in Lake Placid (VS). Een tweede grote prestatie was zijn nummer-1 positie op de Adelskalender in de winter van 1976-1977. Lobanov werd allround kampioen van de Sovjet-Unie in 1976.

## Adelskalender
Van 25 december 1976 tot 20 maart 1977 was Vladimir Lobanov aanvoerder van de Adelskalender. Daarmee heeft hij 85 dagen aan de top van de lijst gestaan.
Hieronder staan de persoonlijke records (PR's) waarmee Vladimir Lobanov aan de top van de Adelskalender kwam en de PR's die hij had staan toen hij van de eerste plek verdreven werd. Tevens zijn de gegevens weergegeven van de schaatsers die voor en na hem aan de top van de lijst stonden.
| Datum      | 500 m | 1500 m  | 5000 m  | 10.000 m | Punten  | Voorganger / Opvolger |
| ---------- | ----- | ------- | ------- | -------- | ------- | --------------------- |
| 20-03-1976 | 39,03 | 1.55,61 | 7.07,82 | 14.59,09 | 165,303 | Hans van Helden       |
| 25-12-1976 | 37,8  | 1.53,8  | 7.11,3  | 15.12,2  | 164,473 |                       |
| 19-03-1977 | 37,8  | 1.53,8  | 7.02,7  | 15.12,2  | 163,613 |                       |
| 20-03-1977 | 38,07 | 1.55,18 | 7.01,16 | 14.52,84 | 163,221 | Jan Egil Storholt     |

## Resultaten
| Jaar | EK Allround | WK Allround | Olympische Spelen | WK Sprint | WK Junioren |
| ---- | ----------- | ----------- | ----------------- | --------- | ----------- |
| 1974 |             |             |                   |           | 5e          |
| 1977 | 9e          | 9e          |                   |           |             |
| 1978 | 5e          | 5e          |                   |           |             |
| 1979 | 10e         | 10e         |                   |           |             |
| 1980 |             |             | 1000m · 8e 1500m  |           |             |
| 1981 |             |             |                   | 5e        |             |
| 1982 |             |             |                   | 10e       |             |

### Medaillespiegel
| Kampioenschap     | Goud | Zilver | Brons |
| ----------------- | ---- | ------ | ----- |
| Olympische Spelen | 0    | 0      | 1     |

Rudolf Ericson · Peder Østlund · Jaap Eden · Oscar Mathisen · Ivar Ballangrud · Michael Staksrud · Åke Seyffarth · Nikolaj Mamonov · Hjalmar Andersen · Boris Sjilkov · Dmitri Sakoenenko · Juhani Järvinen · Knut Johannesen · Jonny Nilsson · Per Ivar Moe · Eduard Matoesevitsj · Ard Schenk · Kees Verkerk · Magne Thomassen · Hans van Helden · Vladimir Lobanov · Jan Egil Storholt · Sergej Martsjoek · Vladimir Belov · Eric Heiden · Viktor Sjasjerin · Andrej Bobrov · Nikolaj Goeljajev · Michael Hadschieff · Eric Flaim · Johann Olav Koss · Falko Zandstra · Rintje Ritsma · Gianni Romme · Jochem Uytdehaage · Chad Hedrick · Sven Kramer · Shani Davis · Patrick Roest